# Seobe
Seobe è un film del 1989 diretto da Aleksandar Petrović.
È l'ultimo film di Bernard Blier che morì poco dopo le riprese.